# 禾秧山
禾秧山（英語：Wo Yeung Shan）是香港一個山峰，海拔767米，位於新界中部，為大帽山的東南脊，緩緩垂下老圍。在地區行政上，禾秧山屬於荃灣區。山頂附近有一巨大石林，稱為「王母石林」，位於南坡海拔近720米有另一景點「石天門」。
由城門谷或葵涌方向觀望該山，大帽山主峰藏於禾秧山之後，人們往往誤認禾秧山為大帽山，所以禾秧山叫稱為假大帽。它是是香港第六高的山峰。

## 遠足參考
- . 山全部都係山 www.hkallshan.com. 9月3日  [03/09/2023].
- . 山上行 www.walkonhill.com. 11月25日  [2016-11-25]. （原始内容存档于2020-06-28）.